# Fredagstjärnen, Västerbotten
Fredagstjärnen är en sjö i Skellefteå kommun i Västerbotten och ingår i Rickleåns huvudavrinningsområde.